# Хон Мартін
Хон Мартін (ісп. Jon Martín, нар. 23 квітня 2006, Сан-Себастьян) — іспанський футболіст, захисник клубу «Реал Сосьєдад» та юнацької збірної Іспанії.
Виступав також за клуб «Реал Сосьєдад C».

## Клубна кар'єра
Народився 23 квітня 2006 року в місті Сан-Себастьян. Вихованець футбольної школи клубу «Реал Сосьєдад».
У дорослому футболі дебютував 2022 року виступами за команду «Реаль Сосьєдад C», в якій провів один сезон, взявши участь у 3 матчах чемпіонату. 
У 2023 році дебютував у основному складі клубу «Реал Сосьєдад Б». 11 жовтня 2023 року британська газета «The Guardian» назвала Хона одним з найкращих футболістів у світі, що народилися в 2006 році.
До складу клубу «Реал Сосьєдад» приєднався 2024 року. Станом на 14 червня 2025 року відіграв за клуб із Сан-Себастьяна 14 матчів в національному чемпіонаті.

## Виступи за збірні
2022 року дебютував у складі юнацької збірної Іспанії (U-16), також виступав за збірні вікових груп U-17, U-18 та U-19, у складі останньої бере участь у юнацькому чемпіонаті Європи.